# Roma Open 2013
Il Roma Open 2013 è stato un torneo di tennis facente parte della categoria ATP Challenger Tour nell'ambito dell'ATP Challenger Tour 2013. È stata la 12ª edizione del torneo che si è giocata a Roma in Italia dal 6 al 12 maggio 2013 su campi in terra rossa e aveva un montepremi di €30,000+H.

## Partecipanti singolare

### Teste di serie
| Nazionalità | Giocatore             | Ranking* | Testa di serie |
| ----------- | --------------------- | -------- | -------------- |
| Spagna      | Albert Montañés       | 84       | 1              |
| Slovenia    | Aljaž Bedene          | 85       | 2              |
| Slovenia    | Blaž Kavčič           | 97       | 3              |
| Argentina   | Guido Pella           | 102      | 4              |
| Francia     | Gaël Monfils          | 103      | 5              |
| Austria     | Andreas Haider-Maurer | 105      | 6              |
| Francia     | Adrian Mannarino      | 109      | 7              |
| Argentina   | Federico Delbonis     | 112      | 8              |
| Belgio      | Steve Darcis          | 115      | 9              |

- Ranking al 29 aprile 2013.

### Altri partecipanti
Giocatori che hanno ricevuto una wild card:
- Eduardo Schwank
- Potito Starace
- Matteo Trevisan

Giocatori che sono passati dalle qualificazioni:
- Andrej Golubev
- Andrej Martin
- Adrián Menéndez Maceiras
- Maxime Teixeira
- Dustin Brown (lucky loser)
- Bastian Knittel (lucky loser)
- Denys Mylokostov (lucky loser)

Giocatori che hanno ricevuto un entry come special exempt:
- David Guez

## Partecipanti doppio

### Teste di serie
| Nazionalità | Giocatore       | Nazionalità | Giocatore      | Ranking* | Testa di serie |
| ----------- | --------------- | ----------- | -------------- | -------- | -------------- |
| Germania    | Andre Begemann  | Germania    | Martin Emmrich | 122      | 1              |
| Germania    | Philipp Marx    | Romania     | Florin Mergea  | 142      | 2              |
| Stati Uniti | Nicholas Monroe | Germania    | Simon Stadler  | 159      | 3              |
| Israele     | Andy Ram        | Brasile     | André Sá       | 176      | 4              |

- Ranking al 29 aprile 2013.

### Altri partecipanti
Coppie che hanno ricevuto una wild card:
- Daniele Giorgini /  Walter Trusendi

Coppie che hanno ricevuto un entry come Alternate:
- Adrián Menéndez Maceiras /  Adrian Ungur

## Vincitori

### Singolare
Aljaž Bedene ha battuto in finale  Filippo Volandri con il punteggio di 6–4, 6–2

### Doppio
Andre Begemann /  Martin Emmrich hanno battuto in finale  Philipp Marx /  Florin Mergea con il punteggio di 7–6(4), 6–3